# San Jorge (kommun)
San Jorge är en kommun i Honduras.   Den ligger i departementet Departamento de Ocotepeque, i den västra delen av landet, 210 km väster om huvudstaden Tegucigalpa. Antalet invånare är 3 915. Arean är 61 kvadratkilometer.
Terrängen i San Jorge är lite bergig.